# Adelaida Latorre
Adelaida Latorre (siglo XIX) fue una cantante española de ópera y zarzuela.

## Trayectoria
Era sobrina del actor Carlos Latorre, y estudió canto en el Real Conservatorio Superior de Música de Madrid con el musicólogo Baltasar Saldoni durante cuatro años. Sus primeras apariciones en público documentadas tuvieron lugar en 1845, interpretando canciones del compositor Sebastián Iradier en el Gran Teatro del Liceo en Barcelona. En abril de 1846, formaba parte de la compañía de la Academia Real de Música y Declamación, como una de las primeras damas.
Inició su vida teatral en el mundo de la ópera interpretando obras como El diablo predicador, ópera en tres actos, de Basilio Basili en el Teatro de la Cruz de Madrid en 1847, o personajes como el de Gertrudis en Leonora de Saverio Mercadante ese mismo año, o el de Elvira de La muda de Portici de Daniel-François Auber, en 1847 en el Teatro del Circo de Madrid. Tras estas apariciones en el ámbito operístico, pronto se centró en el repertorio de zarzuela, donde se la consideró como una de las voces más importantes en los inicios de la zarzuela romántica.
Los papeles que le otorgaron la mayor fama, siendo también las obras que interpretó durante más tiempo, fueron Jugar con fuego (1851) de Francisco Asenjo Barbieri, y El sueño de una noche de verano (1852) de Joaquín Gaztambide.
Aunque la mayor parte de su trayectoria lírica estuvo ligada al Teatro del Circo y otros teatros de Madrid, cantó en Cádiz (1857), en Málaga (1859), y sus últimos años en activo fueron en Barcelona hasta que se casó en 1863, momento en el que se retiró del mundo lírico, y vivió el resto de su vida en Madrid. Sin embargo, volvió a aparecer en escena en junio de 1883 en el Teatro Principal de Barcelona en una función extraordinaria para recaudar dinero para la construcción de un mausoleo en recuerdo a la actriz Matilde Diez y el actor Julián Romea, en el que interpretó el papel principal del drama La voz del corazón del dramaturgo Antonio Hurtado.

## Papeles interpretados
| Obra                            | Compositor                                      | Libretista                        | Año de interpretación | Papel                                   | Compañía                      |
| ------------------------------- | ----------------------------------------------- | --------------------------------- | --------------------- | --------------------------------------- | ----------------------------- |
| El diablo predicador            | Basilio Basili                                  | Ventura de la Vega                | 1847                  | Octavia                                 | Teatro de la Cruz             |
| La muda di Portici              | Daniel-François Auber                           | Eugène Scribe y Germain Delavigne | 1847                  | Elvira                                  | Teatro de la Cruz             |
| Leonora                         | Saverio Mercadante                              | Marco D'Arienzo                   | 1847                  | Gertrudis                               | Teatro de la Cruz             |
| La mensajera                    | Joaquín Gaztambide                              | Luis de Olona                     | 1850                  | Inés                                    | Teatro de Variedades          |
| Bertoldo                        | Rafael Hernando                                 | Gregorio Romero Larrañaga         | 1850                  | Matilde                                 | Teatro de Variedades          |
| Las señas del archiduque        | Joaquín Gaztambide                              | Ceferino Suárez Bravo             | 1850                  | Estrella                                | Teatro de Variedades          |
| Gloria y peluca                 | Francisco Asenjo Barbieri                       | José de la Villa del Valle        | 1850                  | María (estreno)                         | Teatro de Variedades          |
| Jugar con fuego                 | Francisco Asenjo Barbieri                       | Ventura de la Vega                | 1851                  | Duquesa de Medina (estreno)             | Teatro del Circo              |
| El sueño de una noche de verano | Joaquín Gaztambide                              | Patricio de la Escosura           | 1852                  | Isabel, reina de Inglaterra (estreno)   | Teatro del Circo              |
| El novio pasado por agua        | Rafael Hernando                                 | Manuel Bretón de los Herreros     | 1852                  | Elena (estreno)                         | Teatro del Circo              |
| La hechicera                    | Francisco Asenjo Barbieri                       | Tomás Rodríguez Rubí              | 1852                  | Diana (estreno)                         | Teatro del Circo              |
| El sacristán de San Lorenzo     |                                                 | Agustín Azcona                    | 1852                  | Lucía, castañera de Avapies             | Teatro del Circo              |
| El Dominó azul                  | Emilio Arrieta                                  | Francisco Camprodón               | 1853                  | Marquesa de San Marin, dama de la reina | Teatro del Circo              |
| La estrella de Madrid           | Emilio Arrieta                                  | Adelardo López de Ayala           | 1853                  | Estrella                                | Teatro del Circo              |
| Galanteos en Venecia            | Francisco Asenjo Barbieri                       | Luis de Olona                     | 1853                  | Condesa Grimani                         | Teatro del Circo              |
| Moreto                          | Cristóbal Oudrid                                | Agustín Azcona                    | 1854                  | Doña Inés                               | Teatro del Circo              |
| Los diamantes de la corona      | Francisco Asenjo Barbieri                       | Francisco Camprodón               | 1855                  | Reina de Portugal                       | Teatro del Circo              |
| El Grumete                      | Emilio Arrieta                                  | Antonio García Gutiérrez          | 1855                  | Serafín                                 | Teatro del Circo              |
| Estebanillo                     | Joaquín Gaztambide y Cristóbal Oudrid           | Ventura de la Vega                | 1855                  | La reina (estreno)                      | Teatro del Circo              |
| El sargento Federico            | Francisco Asenjo Barbieri                       | Luis de Olona                     | 1855                  | Princesa María (estreno)                | Teatro del Circo              |
| Entre dos aguas                 | Joaquín Gaztambide y Francisco Asenjo Barbieri  | Antonio Hurtado                   | 1856                  | Lucinda (estreno)                       |                               |
| La Zarzuela                     | Emilio Arrieta                                  | Luis de Olona y Antonio Hurtado   | 1856                  | Arlequín (estreno)                      | Teatro de la Zarzuela         |
| Cuando ahorcaron a Quevedo      | Joaquín Gaztambide y Manuel Fernández Caballero | Luis de Eguilaz                   | 1857                  |                                         | Teatro de la Zarzuela         |
| El marqués de Caravaca          | Francisco Asenjo Barbieri                       | Ventura de la Vega                | 1857                  | Rita                                    | Teatro de la Zarzuela         |
| Un sobrino                      | Lázaro Núñez-Robres                             | Manuel Ortiz de Pinedo            | 1857                  |                                         | Teatro de la Zarzuela         |
| Los Magyares                    | Joaquín Gaztambide                              | Luis de Olona                     | 1861                  | Marta                                   | Teatro Principal de Barcelona |
| Amor y arte                     | Gabriel Balart                                  | José Zorrilla                     | 1862                  | Rosa (estreno)                          | Teatro Principal de Barcelona |
| El caudillo de Baza             | Emilio Arrieta                                  | Luis de Olona                     | 1863                  | Zelia (estreno)                         | Teatro Principal de Barcelona |

## Reconocimientos
El 4 de mayo de 1852 se realizó en el Teatro del Circo de Madrid una función a beneficio de Latorre. En ella se interpretó Jugar con fuego.  Este tipo de funciones tienen como finalidad recaudar fondos para el beneficiado y solían realizarse en las últimas semanas de la temporada en beneficio de los diferentes miembros de la compañía.
Este tipo de funciones a beneficio de la cantante se hicieron en varias ocasiones durante los siguientes años. El 3 de junio de 1854, también en el Teatro del Circo de Madrid, interpretó la zarzuela Moreto, obra elegida por ella misma para su beneficio. Unos años después, el 26 de junio de 1856, se realizó otra función a beneficio de Latorre en este mismo teatro en la que se pusieron en escena El estreno de una artista, El Postillón de la Rioja y el segundo acto de Moreto, en el cual esta cantante exhibía todos sus dominios del canto. El 22 de mayo de 1857, con la compañía lírica del Teatro de la Zarzuela, realizan otra función a beneficio de Latorre en la que se programaron El marqués de Caravaca y Buenas noches don Simón.
Además de las funciones a beneficio, también participó en una función dramática como obsequio a la visita de la Familia Real, en la que interpretó la parte principal de la comedia La segunda Dama duende.